# Algoritmo David Liberman
El algoritmo David Liberman (ADL) es un método de investigación en psicoanálisis desarrollado por David Maldavsky. Está constituido por una serie de instrumentos diseñados para detectar deseos (derivados de las pulsiones, según las categorizó Freud) y defensas. El nombre del método es un homenaje al psicoanalista argentino David Liberman del cual Maldavsky se reconoce discípulo. 
El método fue desarrollado para estudiar los deseos y las defensas en el análisis de las manifestaciones verbales y no verbales. En las manifestaciones verbales el ADL dispone de instrumentos para estudiar tres niveles de análisis

## Especificaciones técnicas
El método fue desarrollado para estudiar los deseos y las defensas en el análisis de las manifestaciones verbales y no verbales. En las manifestaciones verbales el ADL dispone de instrumentos estudiar tres niveles de análisis:
- relatos
- actos de habla
- palabra

Los relatos permiten estudiar los deseos y las defensas en las escenas de la vida cotidiana del paciente, y son analizados como conjunto de secuencias narrativas, constituidas por escenas, Este análisis permite detectar las situaciones conflictivas del paciente y sus formas de resolverlas en su vida diaria actual o histórica.
Los actos de habla permiten estudiar los deseos y las defensas en las escenas que el paciente despliega en las sesiones o entrevistas por el hecho de hablar, las cuales pueden o no ser las mismas que se expresan en las escenas narradas. Este análisis permite detectar las relaciones que se dan en las sesiones entre paciente y terapeuta. 
Las palabras permiten detectar los deseos expresados en un nivel microscópico, los cuales pueden o no ser coincidentes con los detectados en las escenas narradas o desplegadas. Este análisis permite detectar inclusive aquellos deseos que el paciente no ha logrado desarrollar como escenas relatadas o desplegadas. 
Para cada uno de estos niveles de análisis existen además distribuciones de frecuencias de los deseos en los actos de habla y las palabras para terapeutas y para pacientes, y en los relatos para pacientes. 
Otros instrumentos del ADL permiten estudiar los mismos conceptos (deseo y defensa y su estado) en los componentes motrices y en las imágenes visuales, tanto en los aspectos icónicos como plásticos. 
En los diferentes instrumentos del método, además de la influencia de David Liberman, puede mencionarse la de Greimas, en los análisis de relatos y de la motricidad, la de Searle, en los análisis de los actos de habla, la del grupo µ, en los análisis de los componentes icónicos y plásticos del signo visual.  
Con estos instrumentos se realizaron diferentes investigaciones, presentadas en congresos internacionales de la Society for Psychotherapy Research y de la International Psycho-analytic Association, publicadas en libros y revistas y desarrolladas en tesis académicas de maestría y de doctorado, con autores de Brasil, Ecuador, México y Argentina. A menudo en estas investigaciones resulta posible aplicar varios de los instrumentos del ADL, lo cual permite que estas tengan mayor refinamiento y profundidad.
Poco tiempo después del fallecimiento de David Maldavsky, un grupo de discípulos de él creó la Diplomatura en el Algoritmo David Liberman, en la Universidad Abierta Interamericana.